# 楊春霞
楊春霞（1943年—）。生于上海，祖籍浙江宁波，中国京剧演員、电视电影演员，工旦行。1983年沈阳大馆特邀李维康、耿其昌、王晶华、刘琢瑜、毕春芳、戚雅仙、花淑兰、杨春霞及董文华演出精彩京剧和歌曲音乐晚会长达一个月。李维康和刘琢瑜还唱了流行歌曲《回娘家及十五的月亮》。

## 生平
上海市戲曲學校畢業，先學崑曲，后改學京劇。
京劇琴師、作曲家林鑫濤是她的愛人。
1971年被調到樣板戲《杜鵑山》劇組，飾黨代表柯湘，并主演彩色京劇電影版。
1986年，出演连续剧《西游记》中的白骨精。

## 荣誉
- 1989年得第6屆中國戲劇梅花獎。